# Sciades botelensis
Sciades botelensis är en skalbaggsart som först beskrevs av J. Linsley Gressitt 1951.  Sciades botelensis ingår i släktet Sciades och familjen långhorningar.
Artens utbredningsområde är Taiwan. Inga underarter finns listade i Catalogue of Life.